# Куликов, Николай Иванович (Герой Советского Союза)
Николай Иванович Куликов (1911—1945) — майор Рабоче-крестьянской Красной Армии, участник Великой Отечественной войны, Герой Советского Союза (1945).

## Биография
Николай Куликов родился 8 апреля 1911 года в станице Петропавловская (ныне — Курганинский район Краснодарского края). После окончания пяти классов школы работал в колхозе. В 1933 году Куликов был призван на службу в Рабоче-крестьянскую Красную Армию. В 1938 год окончил Тбилисское пехотное училище. С июня 1941 года — на фронтах Великой Отечественной войны.
К январю 1945 года майор Николай Куликов командовал батальоном 1133-го стрелкового полка 339-й стрелковой дивизии 33-й армии 1-го Белорусского фронта. Отличился во время освобождения Польши. 14 января 1945 года батальон Куликова прорвал немецкую оборону к юго-востоку от Зволиня и выбил противника из занимаемых им четырёх линий траншей.
Указом Президиума Верховного Совета СССР от 27 февраля 1945 года майор Николай Куликов был удостоен высокого звания Героя Советского Союза с вручением ордена Ленина и медали «Золотая Звезда».
8 августа 1945 года погиб в автомобильной катастрофе. Похоронен в польском городе Гожув-Велькопольски.
Был также награждён орденами Красного Знамени, Александра Невского, Отечественной войны 2-й степени, Красной Звезды, рядом медалей.